# City of West Torrens
City of West Torrens – jednostka samorządowa wchodząca w skład aglomeracji Adelaide, położona na zachodzie. West Torrens zamieszkuje 50114 mieszkańców (dane z 2001), powierzchnia wynosi 37,07 km². Rada Miejska położona jest w dzielnicy Hilton. 

## Dzielnice
W nawiasach podany jest kod pocztowy.
- Adelaide Airport (5950)
- Ashford (5035)
- Brooklyn Park (5032)
- Camden Park (5038)
- Cowandilla (5033)
- Fulham (5024)
- Glandore (5037)
- Glenelg North (5045)
- Hilton (5033)
- Keswick (5035)
- Keswick Terminal (5035)
- Kurralta Park (5037)
- Lockleys (5032)
- Marleston (5033)
- Mile End (5031)
- Mile End South (5031)
- Netley (5037)
- North Plympton (5037)
- Novar Gardens (5040)
- Plympton (5038)
- Richmond (5033)
- Thebarton (5031)
- Torrensville (5031)
- Underdale (5032)
- West Beach (5024)
- West Richmond (5033)